# Aerospace Industries Association
L’Aerospace Industries Association (AIA) – initialement Aeronautical Chamber of Commerce (1922-1945), puis Aircraft Industries Association (1945-1960) – est une association commerciale américaine représentant les fabricants et les fournisseurs civils, militaires et d’affaires d’avions, d’hélicoptères, de drones, de systèmes spatiaux, de moteurs d’avion, de missiles, de matériel et de composants, d’équipements, de services et de technologies de l’information connexes aux États-Unis.
L’AIA a été foné en 1919 et a son siège social à Arlington, en Virginie (États-Unis).
Elle parraine également, avec la National Association of Rocketry, l’America Rocketry Challenge (TARC), une compétition annuelle pour les élèves du secondaire.
L’AIA élabore des normes de fabrication appelées « National Aerospace Standards », qui sont mises à la disposition des fabricants de l’aérospatiale qui doivent se conformer aux normes militaires des États-Unis pour la fabrication d’équipements et qui fournissent des normes pour d’autres composants divers.
L’actuel président et directeur général de l’organisation est Eric Fanning.